# 鄭玄素
鄭玄素，五代十国隐士，京兆人。
避祸居住在鶴鳴峯下，收集古書千卷，採薇蕨度日，弹弦誦读自如。善談名理，有人问：「水在冬天旺盛却干涸，泛盛在夏天，为什么？」鄭玄素说：「論五行，观氣不观形。木旺于春，因其氣溫；火旺于夏，因其氣熱；金旺于秋，因其氣清；水旺于冬，因其氣冷。如果以形而言，則萬物都是萌发於春，盛于夏，衰於秋，藏於冬，不只水是如此。」鄭玄素後入廬山青牛谷，隐居四十年。鄭玄素喜欢收集書籍，所收鍾繇、王羲之法帖，墨蹟如新，人们不知從何而得。有與人问他情深好友，才知道郑玄素是溫韜外甥，溫韜發掘唐昭陵，盡得随葬品，溫韜死，法帖歸于鄭玄素。